# Венера-7
Венера-7 је била совјетска аутоматска научно-истраживачка станица (вјештачки сателит) намијењена за истраживање планете Венере. Лансирана је 17. августа 1970.

## Ток мисије
Улазак у атмосферу Венере одсјека за спуштање се десио 15. децембра 1970. године. Послије аеродинамичког кочења, активиран је падобран. Антена капсуле је активирана, и сигнали са капсуле су примани на Земљи око 35 минута.
Послије спуштања на планету, подаци су слати радио-везом још 23 минуте, али са знатно смањеном јачином. Капсула је с тиме постала први објект људске израде, који је успио да пошаље податке са површине неке друге планете.

## Основни подаци о лету
- Датум лансирања: 17. август 1970.
- Ракета носач:
- Мјесто лансирања: Тјуратам, Бајконур
- Маса сателита (kg): 1180